# Havergal Brian
William Havergal Brian (* 29. Januar 1876 in Dresden, Staffordshire; † 28. November 1972 in Shoreham-by-Sea, Sussex) war ein englischer Komponist.

## Leben und Werk
Brian erwarb sich einen legendären Ruf zur Zeit seiner Wiederentdeckung in den 1950er und 1960er Jahren vor allem wegen der Zahl seiner Sinfonien: 32, eine ungewöhnlich große Zahl für Komponisten nach der Wiener Klassik, und durch ungebrochene Kreativität, obwohl er den Großteil seines Lebens fast völlig vergessen war. Auch Jahrzehnte nach seinem Tod wird keines seiner Werke häufig aufgeführt.
William Brian (er übernahm den Namen „Havergal“ von einer Familie von Kirchenlieddichtern) war einer der wenigen Komponisten, die der englischen Arbeiterklasse entstammten. Nach dem Besuch der Grundschule hatte er Schwierigkeiten, eine passende Arbeit zu finden (unter anderem arbeitete er in einem Bergwerk), und brachte sich selbst einige musikalische Grundlagen bei. Vorübergehend war er Organist an der Odd Rode Church in der benachbarten Grafschaft Cheshire. 1895 hörte er eine Chorprobe der Kantate King Olaf von Edward Elgar, war bei der Uraufführung dabei und wurde glühender Anhänger der damals modernen Musik, besonders derjenigen von Richard Strauss und den zeitgenössischen englischen Komponisten. Über die Teilnahme an Musikfestspielen entwickelte sich eine lebenslange Freundschaft mit dem etwa gleichaltrigen Komponisten Granville Bantock.
1898 heiratete Brian Isabel Priestley, mit der er fünf Kinder hatte. 1907 erregte seine erste English Suite die Aufmerksamkeit des Dirigenten Henry Wood, der sie bei den Proms in London aufführte. Sie wurde ein schlagartiger Erfolg und Brian fand sowohl einen Verleger als auch Aufführungsmöglichkeiten für seine nächsten Orchesterwerke. Allerdings hielt diese Erfolgsphase nicht an, was möglicherweise mit seiner Schüchternheit gegenüber Fremden und mangelnder Selbstsicherheit bei öffentlichen Anlässen zusammenhing. Aufführungsangebote versiegten bald wieder.
Im selben Jahr (1907) wurde ihm von einem ortsansässigen reichen Geschäftsmann, Herbert Minton Robinson, ein jährliches Einkommen von 500 £ in Aussicht gestellt (für die untere Mittelschicht damals ein respektables Gehalt), das ihm erlauben sollte, seine gesamte Zeit der Komposition zu widmen. Offenbar erwartete Robinson, Brian würde durch die Überzeugungskraft seiner Kompositionen rasch erfolgreich und finanziell unabhängig werden. Dazu kam es jedoch nicht. Eine Zeit lang arbeitete Brian an ehrgeizigen, großformatigen Chor- und Orchesterwerken, hatte jedoch keine Eile, sie zu vollenden, und widmete sich vermehrt Dingen wie teurem Essen oder einer Reise nach Italien.
Geldstreitigkeiten und eine Affäre mit einem jungen Dienstmädchen, Hilda Mary Hayward, ließen 1913 seine erste Ehe scheitern. Brian flüchtete nach London und obgleich Robinson den Vorfall zutiefst missbilligte, setzte er Brians finanzielle Unterstützung bis zu seinem eigenen Tod fort; allerdings flossen die meisten Zuwendungen Brians getrennt lebender Ehefrau zu. Aus der Affäre mit Hilda wurde eine lebenslange Beziehung: Zunächst lebten sie in „wilder Ehe“ zusammen, nach Isabels Tod 1933 heirateten sie (Hilda hatte ihm bereits weitere fünf Kinder geboren).
In London begann Brian wieder reichlich zu komponieren und nahm – ein Leben in sehr ärmlichen Verhältnissen führend – jegliche Tätigkeit mit musikalischem Bezug an, sei es als Kopist oder Arrangeur. Außerdem schrieb er für die Zeitschrift The British Bandsman und wurde 1927 Mitherausgeber der Musical Opinion.
Brians Dienst im Ersten Weltkrieg verlief kurz – noch bevor es zu einem Kampfeinsatz kam, wurde er mit einer Handverletzung ausgemustert –, gab ihm allerdings Material für seine erste Oper The Tigers. In den 1920er Jahren wandte er sich der Sinfonik zu und hatte bereits mehr als zehn Werke dieser Art komponiert, bevor eine davon in den frühen 1950er Jahren uraufgeführt wurde. Dies verdankte Brian seiner Entdeckung durch den Komponisten Robert Simpson, zugleich Musikproduzent bei der BBC, der 1954 Sir Adrian Boult bat, die 8. Sinfonie in sein Programm zu nehmen. Von diesem Zeitpunkt an schrieb Brian weitere 22 Sinfonien (viele der späteren sind kurze, ein- oder zweisätzige Werke), von denen die meisten nach seinem 80. Geburtstag entstanden, daneben verschiedene andere Kompositionen.
1961 erlebte Brians größtes erhaltenes Werk, die 1. Sinfonie, die sog. Gotische, entstanden bereits 1919 bis 1927, ihre Uraufführung in der Westminster Central Hall, teils von Laien musiziert und dirigiert von Bryan Fairfax. Das gigantische Werk enthält unter anderem ein komplettes Te Deum für vier Soli, zwei große Doppelchöre und vier separate Blechbläsergruppen und fordert einen gewaltigen Orchesterapparat, der sämtliche Anforderungen von Gustav Mahler, Richard Strauss und Arnold Schönberg übertrifft. 1966 kam es zur ersten rein professionellen Aufführung in der Royal Albert Hall unter Leitung von Boult; beide Aufführungen wurden maßgeblich durch Simpson betrieben. Die zweite Aufführung wurde live gesendet und viele Leute hörten an jenem Abend zum ersten Mal Musik von Brian. Dies erregte beträchtliches Interesse und bis zu seinem Tod sechs Jahre später erlebten verschiedene seiner Werke ihre Erstaufführung. Auch erste kommerzielle Schallplattenaufnahmen begannen zu erscheinen.
In den Jahren nach Brians Tod, als Simpson noch Einfluss bei der BBC hatte, kam es zu einem verstärkten Interesse an seiner Musik, das sich in einer größeren Zahl von Aufnahmen und Aufführungen äußerte; zwei Biographien und eine dreibändige Untersuchung über seine Sinfonien erschienen. Das Ansehen seiner Musik blieb aber stets auf einen Kreis von Enthusiasten beschränkt und erreichte nie die Popularität etwa derjenigen von Ralph Vaughan Williams, obwohl sich Dirigenten wie Leopold Stokowski, Sir Charles Groves, Sir Charles Mackerras und Lionel Friend für Brians Schaffen einsetzten. Nur wenige von Brians Werken wurden veröffentlicht, weshalb seine Musik weiterhin vernachlässigt wird; und die Seltenheit gut einstudierter Aufführungen oder ausgereifter Interpretationen macht es schwer, ihre Qualität richtig einzuschätzen.
Der Stil Brians bedient sich einer zuweilen dissonanten Harmonik, die Tonalität wird teils bis nahe an die Atonalität erweitert (Brian schätzte unter anderem Arnold Schönberg, Edgar Varèse oder Paul Hindemith).